# Дубковское шоссе
Дубковское шоссе — улица в Сестрорецке (Курортный район Санкт-Петербурга).
Начинается от железнодорожного переезда, где заканчивается улица Воскова. Жители Сестрорецка окончанием Дубковского шоссе считают парк «Дубки». Однако на карте шоссе продолжается по главной аллее парка до мыса Дубковский. Длина улицы с нумерацией домов — около 1 км, по аллее парка ещё 1,2 км.

## История
Это одна из первых улиц старинного города, по которой с 1714 года осуществлялась грузо-пассажирская связь пристани в Дубках со строящимися гидротехническими сооружениями на реке Сестре и цехами будущего оружейного завода. И в дальнейшем эта транспортная артерия поддерживалась в работоспособном состоянии, обеспечивая склады завода, расположенные в парке.
В 1847 году была проведена конно-железная дорога от Дубковской пристани (на побережье Финского залива) до завода.

В период с июня 1849 по сентябрь 1852 года бывший крепостной Иван Овсов и крестьянин Чухломского уезда Костромской губернии Дмитрий Зубов по соглашению с департаментом военных поселений выстроили шоссе к Дубковской пристани (ныне улица Воскова и Дубковское шоссе). Первая ровная грунтовая магистраль протянулась от парадного подъезда завода через заповедную дубовую рощу к набережной Финского залива, протяжённостью 1410 погонных саженей (около 3 километров).
Однако большие затраты на сооружение дороги не оправдались. Ровно через год, 21 сентября 1853 года, в районе Сестрорецка пронёсся сильный ураган. Высокие волны залива выбрасывались на берег и размывали дорогу, под напором ветра трещали вековые дубы. На второй день, когда ветер утих, в парке обнаружили несколько десятков сломанных дубов. Шоссе было разрушено... Крупное наводнение повторилось со 2 на 3 октября 1873 года, когда вновь было разрушено Дубковское шоссе. В Дубках пострадали деревья и было разрушено два деревянных моста. Пострадал и посёлок.

В начале XX века мыс Дубковский был перевалочной базой строительных материалов, возводившегося посередине Финского залива форта Первомайский (Тотлебен).
За два столетия Дубковское шоссе было плотно застроено одноэтажными частными домами. Строили добротно, на века. Для брёвен стен использовалась лиственница, сосна до полуметра в диаметре, дуб.
- Дубковское шоссе до 1917 года

## Застройка
- № 1 — Сестрорецкий вокзал, 1898 г., арх-р П. А. Авенариус.  781610743970005
- № 2/4 — в 1970 году располагалась почта[5].
- дом 3 — до 1973 года здесь было Сестрорецкое педагогическое училище, готовившее воспитателей детских садов (здание снесено).
- дом 5 — до 1980-х годов находился кинотеатр «Прожектор» (снесен).
- дом 40 — на территории построенного в 2010 году комплекса таунхаусов «Сестрорецкие Дубки» во время войны располагался совхоз «Ударник», затем находилась садово-парковая контора, ставшая в дальнейшем ООО «Озеленитель» (здание снесено).

В школе № 8 (656) (расположена между Советским переулком и Дубковским шоссе) располагалась воинская часть, которая в результате диверсии была в 1942 году взорвана и вновь восстановлена после войны.
В начале 1980-х годов многие здания стали сносить, освобождая площади для нового многоэтажного жилого строительства. К 2009 году Дубковское шоссе в основном застроено новыми домами разной высотности.

## Современнаяархитектура
В Сестрорецке многие дома своеобразны и даже имеют собственные имена. Один из них — «Дом с глазами» — расположен на Дубковском шоссе. Это «бионический» дом, созданный архитектором Борисом Левинзоном. После реализации этого проекта за Борисом Левинзоном закрепилась репутация «русского Гауди». Автор проекта за этот дом получил диплом фестиваля «Зодчество 1999». Строительство закончено примерно в 2000 году. Стиль — бионика. В доме нет ни одной прямой линии. Владелец выставил дом на продажу.
Недалеко от «бионического дома» находится памятник В. М. Боброву — выдающемуся футболисту и хоккеисту. Скульптор А. Г. Дема. Открыт 7 декабря 2002 года.
- Дубковское шоссе в 2009 году
- Памятник Боброву
- Стихи Е. Евтушенко
- Сквер у школы № 656 — бывшая № 8(435)
- «Дом с глазами»
- Последняя стройка
- Таунхаус «Сестрорецкие Дубки»
- Сестрорецкий СКК
- «Беранже»